# Station Vert-Galant
Vert-Galant is een station gelegen in de Franse gemeente Villepinte en het departement van Seine-Saint-Denis

## Geschiedenis
Het station is in 1890 geopend

## Het station
Het station is onderdeel van het RER-netwerk (Lijn B) en ligt voor Carte Orange gebruikers in zone 4. Sevran - Livry telt drie sporen en vier perrons. Het station is eigendom van SNCF

## Overstapmogelijkheid
Er is een overstap mogelijk op verschillende buslijnen
- Allobus
  - één buslijn
- CIF
  - vijf buslijnen
- TRA
  - vijf buslijnen

## Fotogalerij

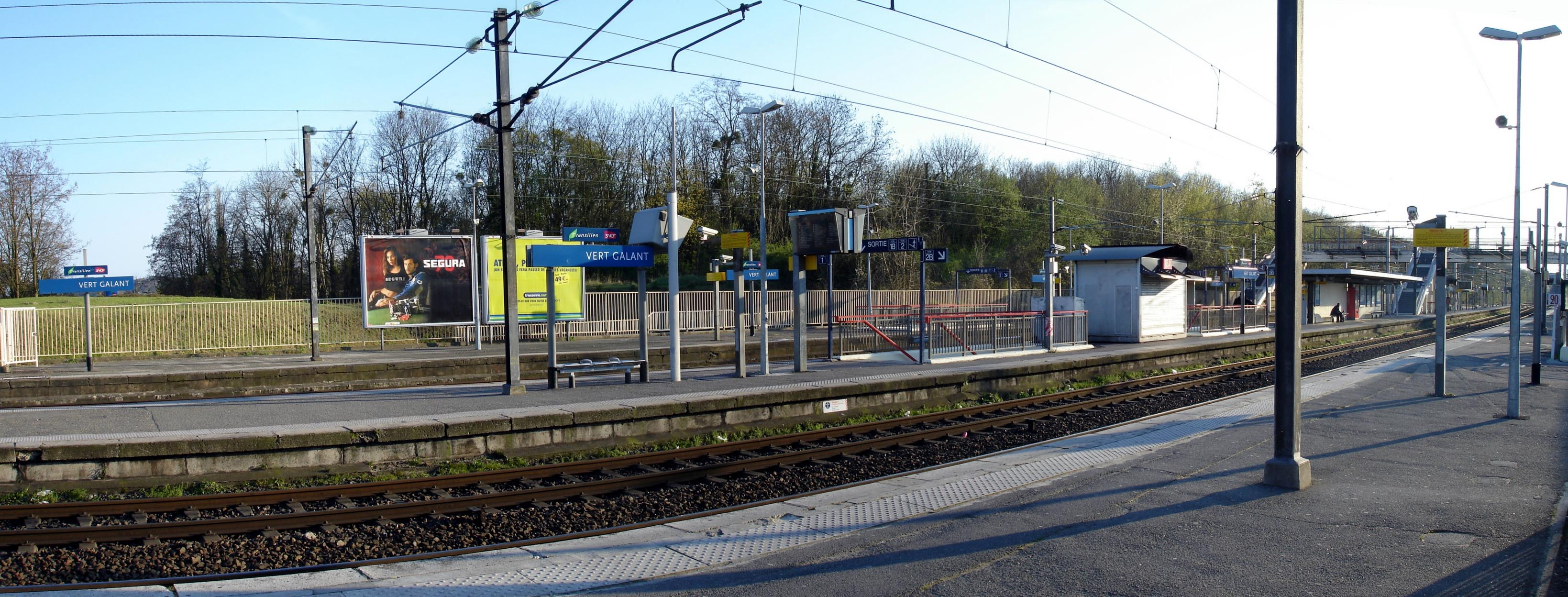
Panorama van Vert-Galant
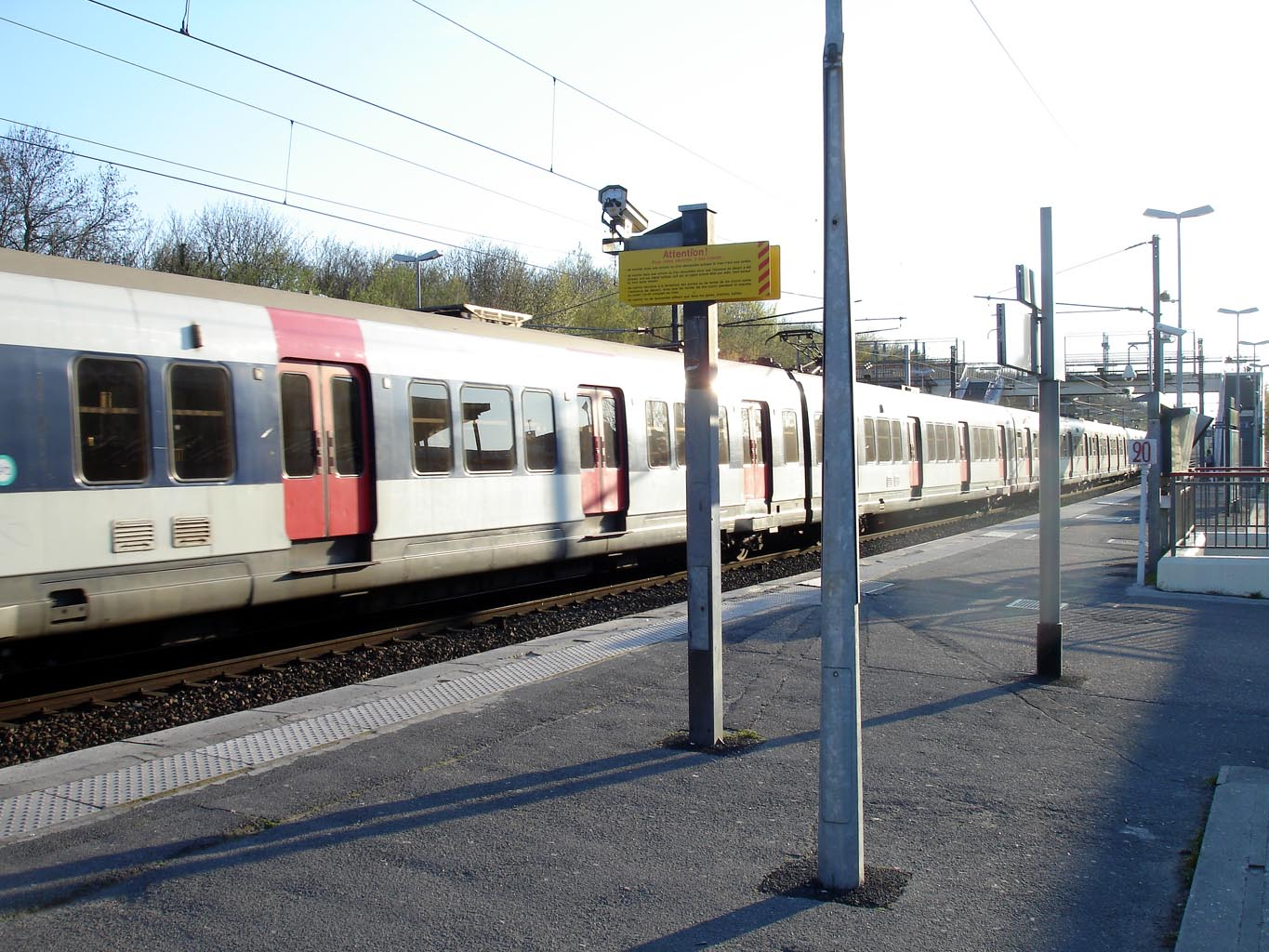
Metrotrein rijdt het station binnen
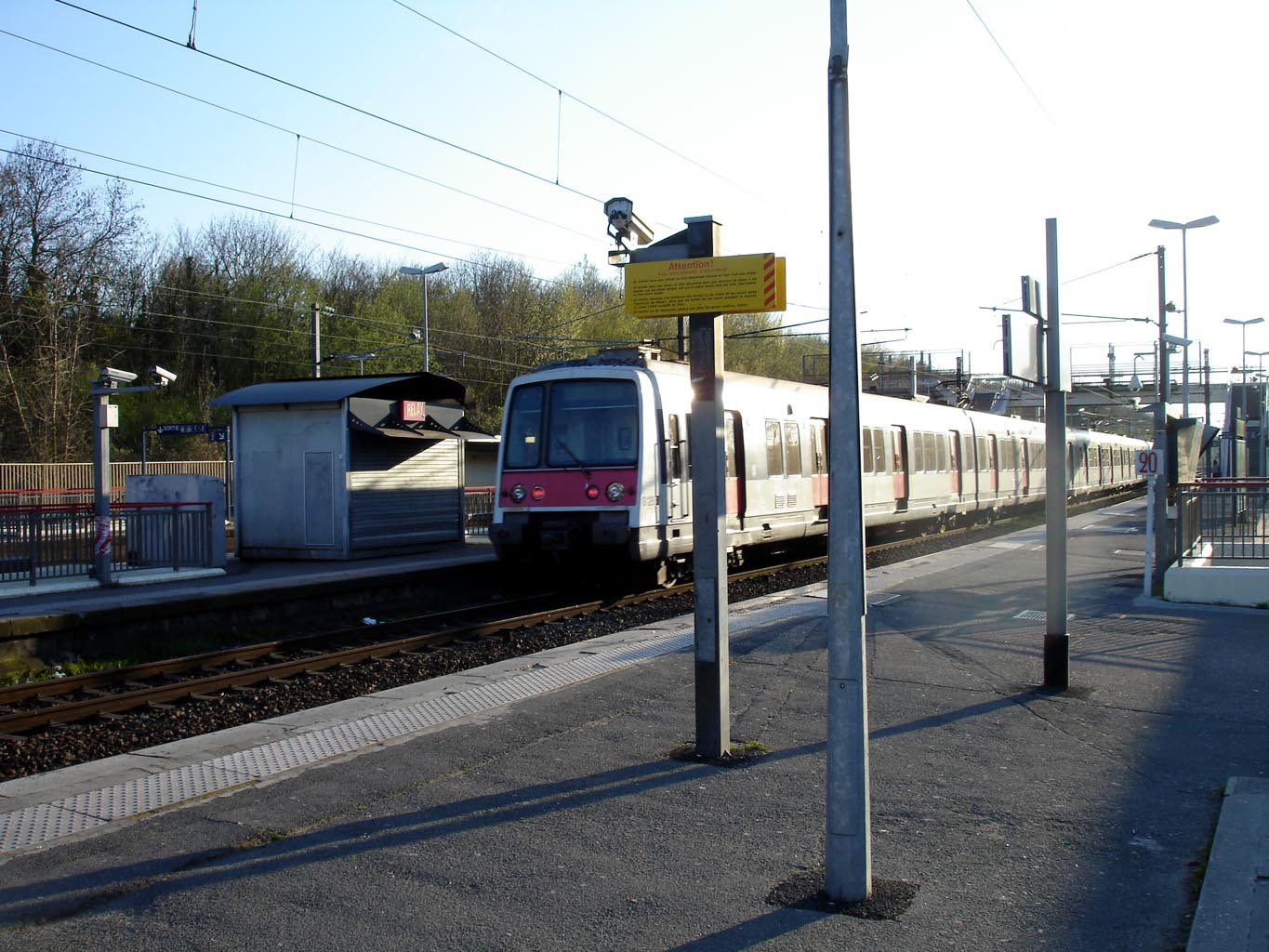
Metrotrein verlaat het station
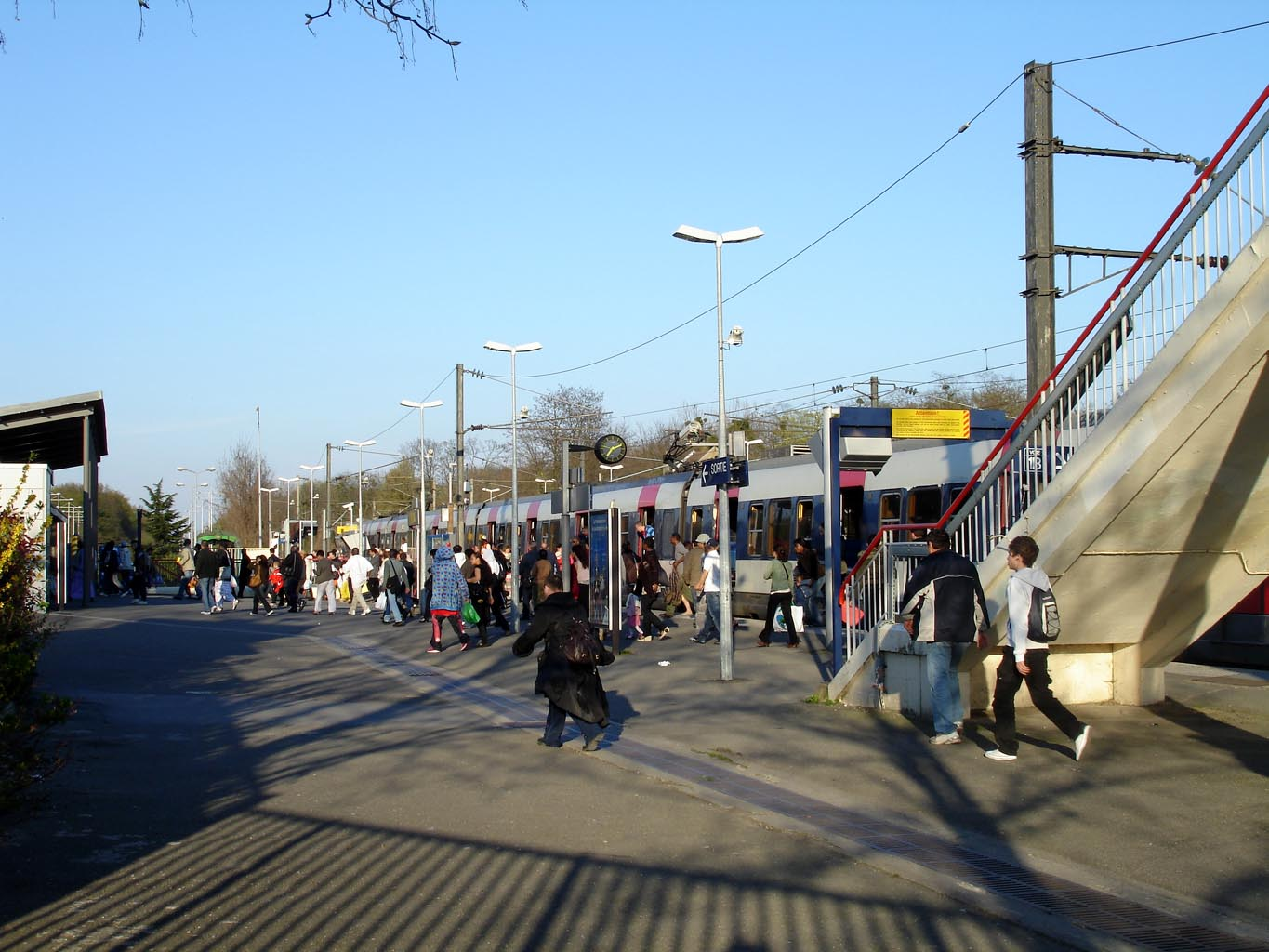
Trein staat klaar voor vertrek richting Parijs

## Vorig en volgend station
| Richting                                | Vorig station  | Lijn  | Volgend station              | Richting         |
| --------------------------------------- | -------------- | ----- | ---------------------------- | ---------------- |
| Robinson B2 Saint-Rémy-lès-Chevreuse B4 | Sevran - Livry | RER B | Villeparisis - Mitry-le-Neuf | Mitry - Claye B5 |